# Maïté Bouchard
Maïté Bouchard (* 24. August 1995) ist eine kanadische Mittelstreckenläuferin, die sich auf den 800-Meter-Lauf spezialisiert hat.

## Sportliche Laufbahn
Erste internationale Erfahrungen sammelte Maïté Bouchard 2016 bei den U23-NACAC-Meisterschaften in San Salvador, bei denen sie in 2:12,20 min den achten Platz belegte und mit der kanadischen 4-mal-400-Meter-Staffel in 3:44,45 min die Bronzemedaille gewann. Im Jahr darauf erreichte sie bei den Spielen der Frankophonie in Abidjan in 2:03,91 min Rang fünf. Bei der Sommer-Universiade 2019 in Neapel gelangte sie bis in das Halbfinale, in dem sie mit 2:03,18 min ausschied. Zudem belegte sie mit der Staffel in 3:34,62 min Rang fünf.
2016 wurde Bouchard kanadische Meisterin in der 4-mal-400-Meter-Staffel.

## Persönliche Bestleistungen
- 800 Meter: 2:01,25 min, 21. Juli 2018 in Heusden-Zolder
  - 800 Meter (Halle): 2:03,59 min, 24. Februar 2019 in Boston